# 聖馬利諾三塔

聖馬利諾國徽。蒂塔諾山的三座山峰及三塔在其中央。

聖馬利諾三塔（義大利語：Torri di San Marino）是位於聖馬利諾共和國首都聖馬利諾城蒂塔諾山上的三座建築。這三座塔作為聖馬利諾的象徵之一，被描繪在聖馬利諾的國旗和國徽上，也在聖馬利諾城的市徽上出現。

## 第一座塔

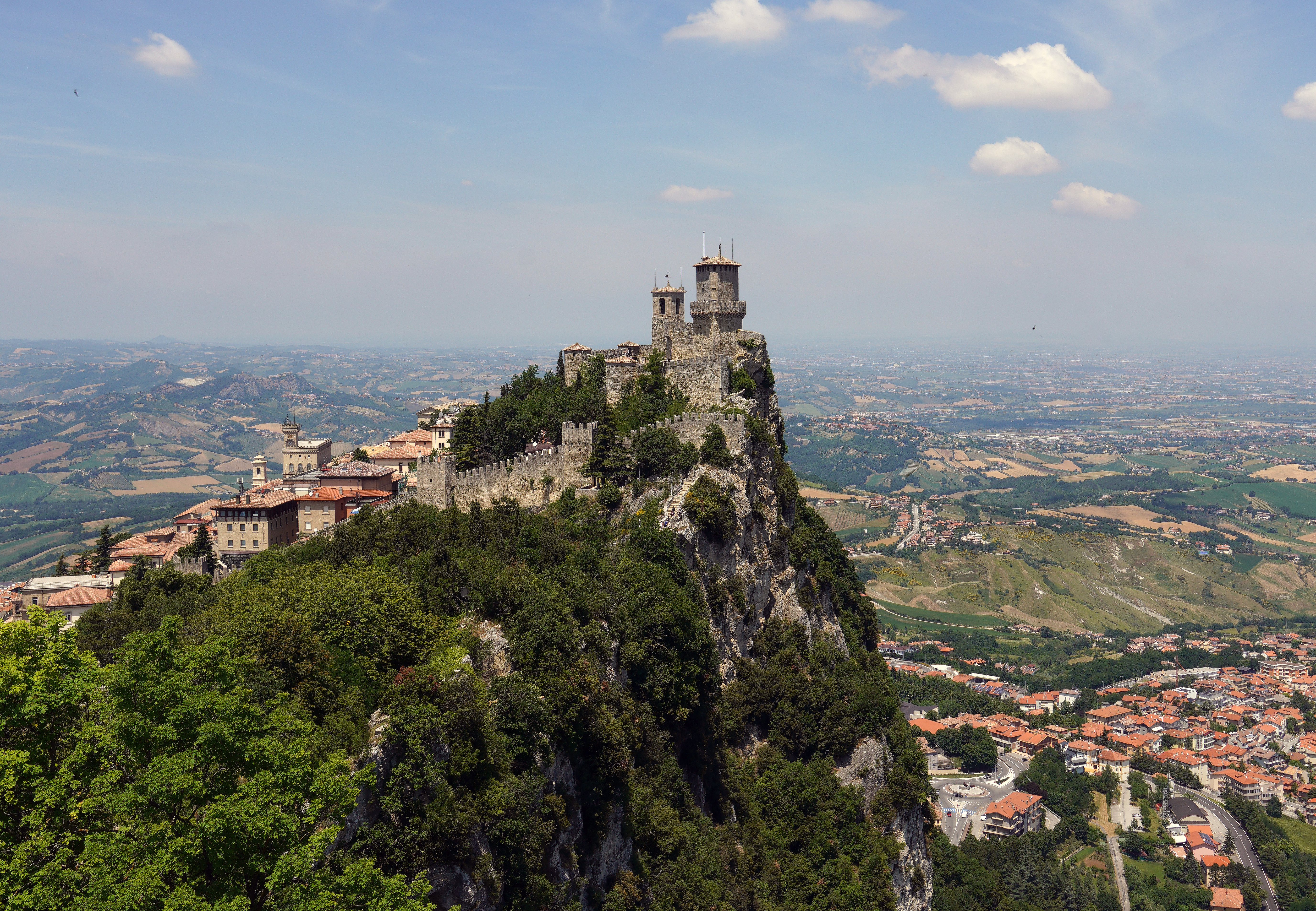
瓜伊塔

第一座塔名為瓜伊塔（義大利語：La Guaita），全名為瓜伊塔要塞（義大利語：La Rocca o Guaita），亦可簡單地稱之為「要塞」(La Rocca)，是三座塔之中最早建成，也是其中最為知名的一座塔。它建成於11世紀，曾經短暫地被用作監獄。
它曾被重建多次，並於15世紀聖馬利諾與馬拉泰斯塔家族間的戰爭時期達到了現在的規模。

## 第二座塔

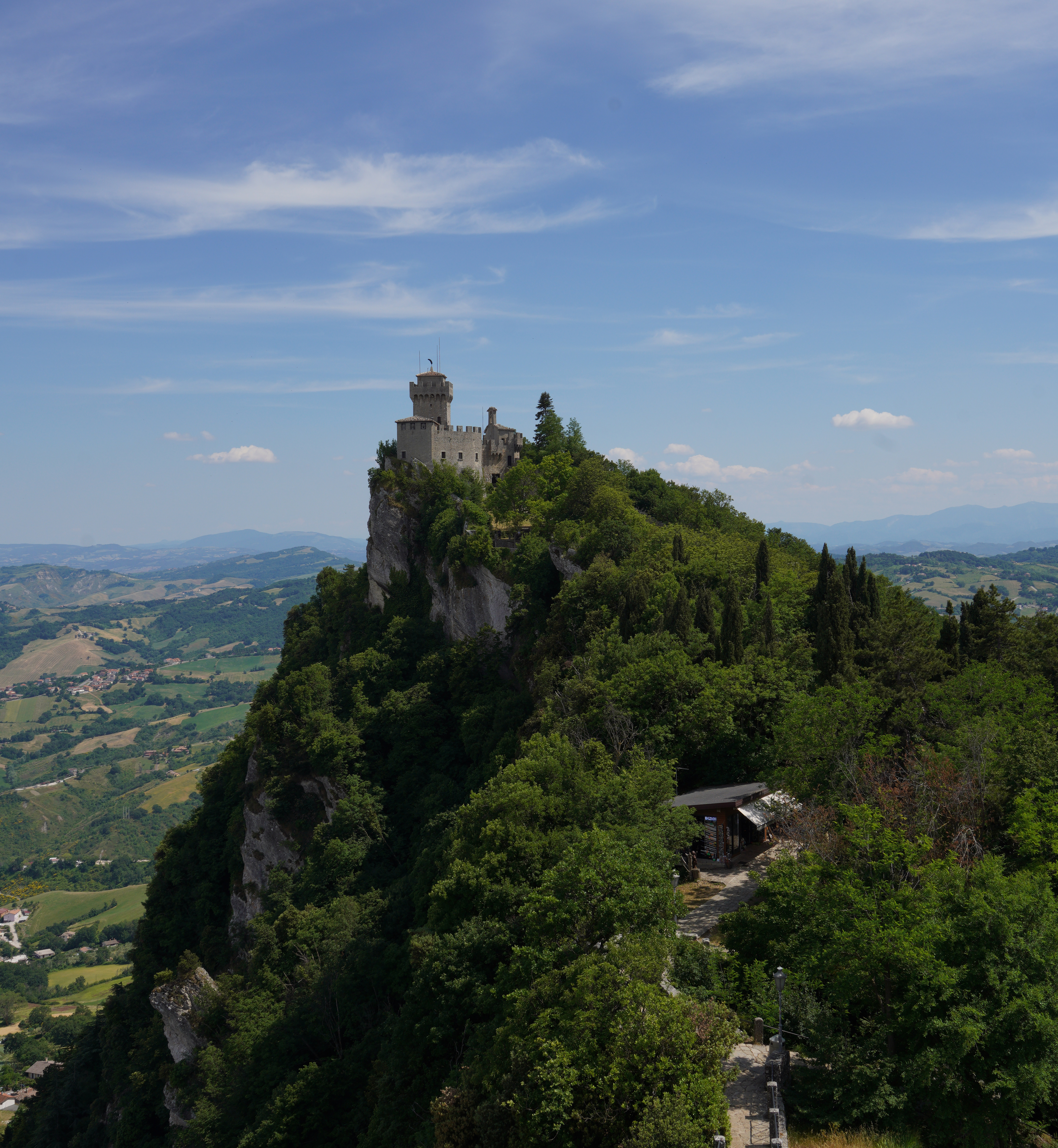
德拉弗拉塔

第二座塔名為德拉弗拉塔（義大利語：De La Fratta），又稱為切斯塔（義大利語：La Cesta）。該塔是聖馬利諾三塔之中最高的一座。
1956年時一個紀念聖馬利諾國父聖徒馬利諾斯的博物館建成於德拉弗拉塔內。該博物館名為歷史武器博物館，展示了從中世紀到近代的超過1550件武器。
德拉弗拉塔於13世紀時建基於一個老舊的羅馬堡壘殘垣之上，建成時間在瓜伊塔之後，蒙塔萊之前。

## 第三座塔

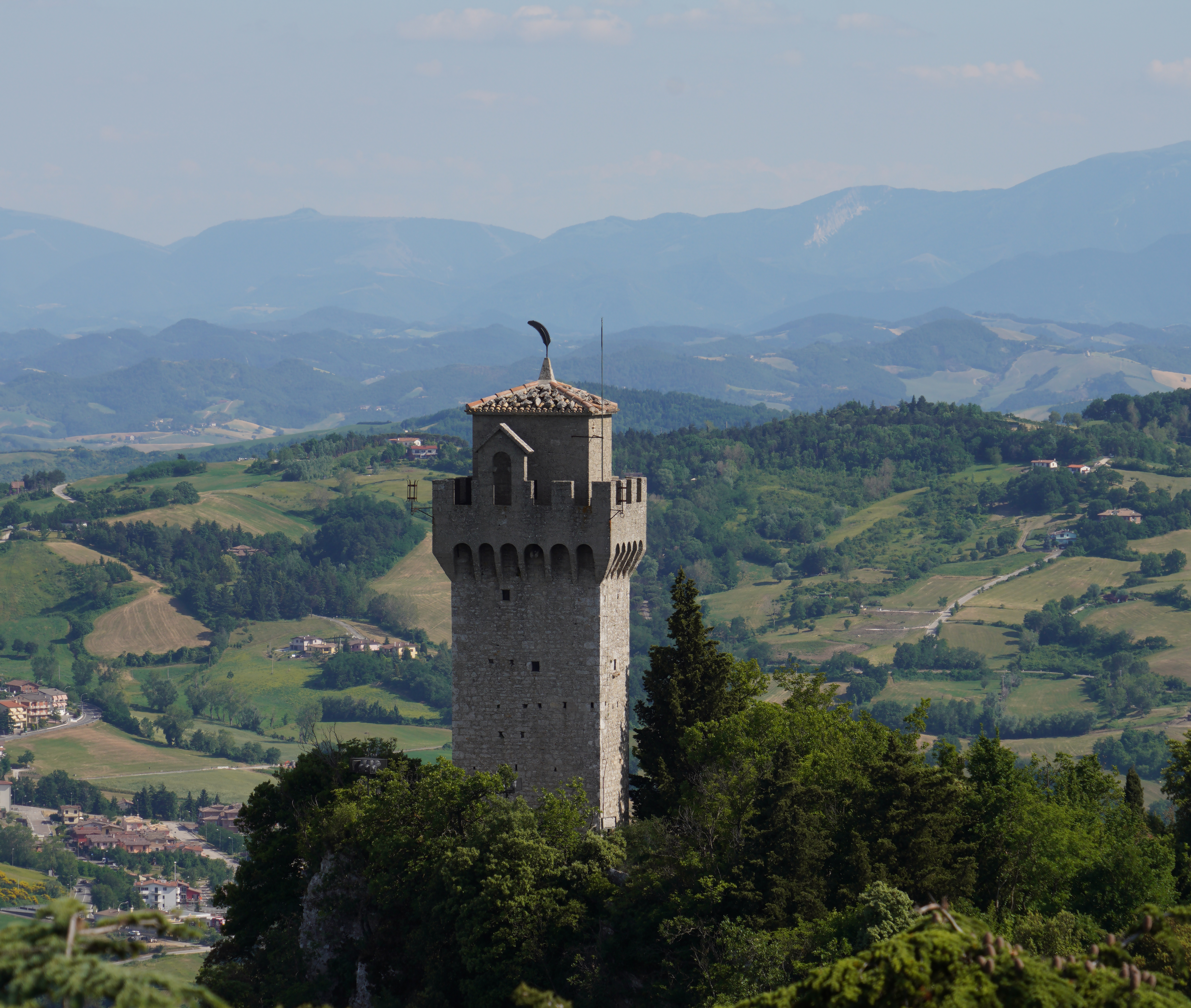
蒙塔萊

第三座塔名為蒙塔萊（義大利語：Il Montale），它是聖馬利諾三塔中最小，也是最晚建成的一座。與另外兩座塔不同，蒙塔萊是不開放民眾進入的。
它於14世紀時建成，是為了抵禦馬拉泰斯塔家族在該地區擴大勢力範圍而被建造。由於瓜伊塔和德拉弗拉塔曾屬於羅馬帝國所有，因此蒙塔萊是聖馬利諾三塔中唯一一座從建造至今都位於聖馬利諾境內的塔。
蒙塔萊可能也曾被用作監獄，因為它的唯一出入口是一個高於地面七公尺的大門，這是在當時的監獄建築中相當常見的設計。